# Rhymeberry
Rhymeberry (ライムベリー), stylisé RHYMEBERRY, est un groupe d'électropop japonais. Il est formé en 2011 par l'agence Aries Entertainment, et est à l'origine composé de quatre membres, un DJ et trois MC. Le groupe est constitué à partir de membres des usa☆usa Girls (usa☆usa少女倶楽部).

## Biographie

### Débuts (2011–2013)
Le groupe est formé à la fin 2011 par quatre jeunes filles âgées de 13 ans : DJ Hikaru, MC Miri (la plus âgée), MC Hime et MC Yuka. Le quatuor fait ses débuts en sortant son premier single le 11 juillet 2012, intitulé Hey! Brother sur le label Aries Records. Le groupe signe un nouveau contrat avec le label d'idoles à cette période récemment fondé T-Palette Records fin 2012. Il est classé 165e à l'Oricon. L'année suivante, le groupe sort peu après un deuxième single le 20 mars 2013 intitulé R.O.D / Seikaichū I Love You, premier disque sorti sous T-Palette Records. Sort aussi un troisième single SuperMCZTokyo le 31 juillet 2013, classé 45e à l'Oricon.
Le groupe sort ensuite l'année suivante un quatrième single intitulé Winter Jam le 12 février 2014, dernier disque avec la formation originale du groupe. Il fait son retour après quelques mois d’inactivité et a subi quelques changements, le plus important d’entre eux étant que le groupe est réduit à 3 membres. Il est annoncé que Yūka Ōtawara, connue en tant que MC YUKA, avait quitté le groupe « en raison de circonstances familiales »,. Le groupe a aussi modifié son compte Twitter, les jeunes filles ont débuté avec leur nouveau compte, appelé rbstko, le 11 avril 2014 et le groupe possède un nouveau logo, complètement différent du précédent semblable à celui de Chupa Chups. La chaîne YouTube officielle du groupe comporte une vidéo de présentation de ce nouveau logo, ainsi qu’une autre de présentation des membres annonçant leur retour lors d’un concert ayant eu lieu le 27 avril et intitulé WE ARE BACK！ (trad. : « Nous sommes de retour ! »). Enfin, elles en ont publié une troisième de leur nouvelle chanson WE ARE BACK！ dont les paroles parlent du changement de l’effectif du groupe.

### Changements et singles (2014-2015)
Le groupe musical donne son premier concert Magic Party en août 2014 au stade WWW Shibuya à Tokyo. MC ime suspend temporairement ses activités à la fin de la même performance pour une chirurgie,
Après plusieurs mois d'attente d'une nouvelle sortie d'un disque, le groupe annonce début octobre un nouveau single qui est son cinquième intitulé Idol Illmatic pour sortir le mois suivant, le 19 novembre 2014 ; il est alors premier single de groupe de Rhymeberry alors réduit à trois membres (MC-Yuka qui a quitté le groupe d’idoles il y a six mois) et à sortir sur un label indépendant après le départ du groupe de T-Palette Records. Des vidéos enregistrées au cours des concerts sont dévoilés sur YouTube. La chanson Idol Illmatic parle de la vie de tous les jours des idoles japonaises. D’autre part, une tournée du groupe qui se nomme « The Rhymeberry no The Idolmatic, The Free Live Tour » (ザ・ライムベリーのジ・アイドルイルマ ティック、ダ・フリーライブツアー！) se déroulera du 4 octobre au 24 novembre 2014. Le groupe donne son second concert Magic Party Vol.2 le 21 décembre au stade Shinjuku Blaze à Tokyo.
L'année suivante s'annonce compliquée car il est révélé le 26 février 2015 que les membres MC Hime et DJ Hikaru avaient été diplômés du groupe et de leur agence E Ticket Production ; le seul membre représentant de Rhymeberry était MC Miri jusqu'à l'arrivée d'une nouvelle fille MC Misaki qui l'a rejointe quelques jours plus tard ; il s'agit d'un ancien membre du groupe Aither. En plus de cela, le producteur du groupe Yoshikazu Kuwashima a quitté l'agence au même moment à la suite de l’expiration de son contrat. Étant un événement soudain et inattendu, aucune cérémonie de remise des diplômes n'a été effectuée en public pour ces membres ; les fans affirment de manière spéculative qu'il s'agirait plus d'un licenciement, pouvant expliquer ainsi ces départs et que cette rumeur pourrait être cachée à travers des diplômes. Le groupe effectue une nouvelle performance le 1er mars. Les fans sont très désorientés par ce brusque changement au sein du groupe et la performance s'est déroulée avec des réactions mitigées. Aucun projet futur n'avait été annoncé à ce moment-là, toutefois, MC Miri annonce en mars vouloir maintenir le groupe.
En avril suivant, MC Miri, et une autre chanteuse 8Gatsu-chan (八月ちゃん) du groupe Oyasumi Hologram (おやすみホログラム), forment le nouveau groupe d’idoles 8mm (prononcé Hachimiri (ハチミリ)) ; les deux filles annoncent interpréter des chansons de style rap et que le producteur de musique Kazuma Hashida (du groupe de rock Hakoniwa no Shitsunaigaku) et Koichi Ogawa (le producteur d'Oyasumi Hologram) sont chargés de ce projet. Le 16 avril, le nouveau groupe est présenté et fait ses débuts en concert au cours de l'événement An Night ~Soshite Densetsu e~ (あんナイト～そしへ～) au Shinjuku Loft à Tokyo ; Rhymeberry, les groupes d'idoles Bellring Girls Heart, Oyasumi Hologram, Jyujyu, Maison Book Girl, Avandoned, Necronomidol ainsi que la chanteuse Shizu Mizuno participent aussi à cet événement. Peu après, Rhymeberry annonce début mai sortir un single Mirrorball d’ici la fin du mois. La date de sortie de ce single n’est pas déterminée et ce single a une distribution limitée. Le nouveau membre MC Misaki fait sa première apparition sur ce single. Le duo a écrit les paroles de la chanson face B Because of You ~at Shibuya Glad~.
En novembre 2015, après son départ de Rhymeberry avec DJ Hikaru en février 2015, l'ex-membre, MC Hime, est recrutée en tant que nouveau membre du groupe d'idoles de hip-hop, lyrical school, sous le nom de Hime pour remplacer un des membres, Hina, afin que cette dernière parte à l'étranger, l'année suivante, pour se consacrer à ses études ; Hime déclare être très heureuse et motivée car elle est fan de Lyrical School.

### Rhymeberry(depuis 2015)
Rhymeberry, le premier album du groupe, est sorti le 16 décembre 2015, sous le label Particle Records, en éditions régulière et limitée. L'album est produit par Dahtsu et par d’autres artistes tels que Sagawa Hiroki, Josh White et DJ-S.A.L., ayant déjà travaillé avec d’autres idoles comme Tokyo Girls' Style et MIKA☆RIKA. Il contient le single indie Mirrorball. Le CD de l’édition régulière contient deux titres supplémentaires interprétés en concert.
Un nouveau membre DJ U-Nin, originaire de Taïwan, avait intégré Rhymeberry le même mois, le 29 décembre, mais l'a quitté en janvier suivant, pour retourner au pays en raison de circonstances familiales. C'est un autre membre DJ Omochi qui intègre le groupe fin juillet 2016 ; elle remplace officiellement le DJ d'origine du groupe, DJ Hikaru, qui a quitté le groupe en février 2015.
MC Misaki suspend temporairement ses activités avec le groupe le 22 août 2016 pour raisons personnelles et n'a donc pas participé à un concert du groupe tenu le même mois ; elle reprend ses activités le 25 septembre. Le groupe sort son nouveau single Bring It On Down en septembre 2016 sous cette nouvelle formation.
En juin 2017, un nouveau membre MC Yuika intègre officiellement le groupe. Le groupe comporte désormais 1 DJ (Omochi) et 3 MC (Miri, Misak et Yuika), structure similaire à celle du groupe avec ses membres d'origine lors de ses débuts entre 2011 et 2014 ; le groupe a retrouvé son statut de quatuor.
Rhymeberry sort son 7e single Tokyo Chewing Gum avec ce nouvel effectif, le 12 juillet 2017. Dans le clip vidéo de la chanson, Les membres des Rhymeberry portent des tenues conçues par Bedsidedrama et se promènent dans les rues de Tokyo et font des rap battles contre des MC du Royaume-Uni, du Brésil et des États-Unis.
Mais le 7 août suivant, MC Misaki annonce sa future graduation et son départ du groupe, après de deux de présence en son sein, car elle souhaite poursuivre son propre chemin et réaliser d'autres rêves ; elle a néanmoins présenté ses excuses pour ce départ précité. Elle quittera le groupe d'idoles hip-hop le 20 août après un concert au Shinjuku SAMURAI à Tokyo.

## Membres
| Surnom          | Prénom et nom               | Date de naissance | Remarques                                              |                 |
| Membres actuels | Membres actuels             | Membres actuels   | Membres actuels                                        | Membres actuels |
| --------------- | --------------------------- | ----------------- | ------------------------------------------------------ | --------------- |
| MC Miri         | Miri Sakurai (櫻井未莉)     | 28 mars 1998      | Membre d'origine                                       |                 |
| MC Yuika        |                             | 27 avril 1995     | Joint en juin 2017                                     |                 |
| DJ Omochi       | Mochi Fukumaru (福円もち)   | 19 novembre 1997  | Joint en juillet 2016 ; Demi-finaliste de Miss iD 2017 |                 |
| Anciens membres |                             |                   |                                                        |                 |
| MC Yuka         | Yūka Ōtawara (大田原優花)   | 13 mai 1998       | Membre d'origine ; quitte le groupe en avril 2014      |                 |
| MC Hime         | Himeka Mochida (持田妃華)   | 14 mai 1998       | Membre d'origine ; quitte le groupe en février 2015    |                 |
| DJ Hikaru       | Hikaru Nobuoka (信岡ひかる) | 6 mai 1998        | Membre d'origine ; quitte le groupe en février 2015    |                 |
| DJ U-Nin        |                             |                   | Joint en décembre 2015 et quitte en janvier 2016       |                 |
| MC Misaki       |                             | 3 juin 1999       | Joint en février 2015 ; quitte en août 2017            |                 |